# Бридуни
Бридуни́ — село в Україні, у Новосанжарській селищній громаді Полтавського району Полтавської області. Населення становить 71 осіб. До 2020 орган місцевого самоврядування — Судівська сільська рада.

## Географія
Село Бридуни знаходиться на лівому березі річки Полузір'я, вище за течією на відстані 0,5 км розташоване село Дмитренки, нижче за течією на відстані 0,5 км розташоване село Судівка, на протилежному березі - село Шпортьки. Річка в цьому місці звивиста, утворює лимани, стариці та заболочені озера.

## Історія
12 червня 2020 року, відповідно до розпорядження Кабінету Міністрів України № 721-р «Про визначення адміністративних центрів та затвердження територій територіальних громад Полтавської області», село увійшло до складу Новосанжарської селищної громади.
19 липня 2020 року, в результаті адміністративно - територіальної реформи та ліквідації Новосанжарського району, село увійшло до складу новоутвореного Полтавського району Полтавської області.

## Відомі люди
В селі народилася поетеса Гергель Ольга Дмитрівна.